# Équipe de Suède de baseball
Uniformes
L'équipe de Suède de baseball représente la Fédération de Suède de baseball lors des compétitions internationales, comme le Championnat d'Europe de baseball ou la Coupe du monde de baseball notamment.
Le prochain grand rendez-vous international de la sélection suédoise est la phase finale du Championnat d'Europe de baseball 2007 qui se tient du 7 au 16 septembre 2007 en Espagne.

## Palmarès
Coupe du monde de baseball
- 1994 : 15e
- 2005 : 16e
- 2009 : 19e

Championnat d'Europe de baseball
| - 1954 : non qualifiée - 1955 : non qualifiée - 1956 : non qualifiée - 1957 : non qualifiée - 1958 : non qualifiée - 1960 : 4e - 1962 : 7e - 1964 : 4e - 1965 : 5e - 1967 : 5e |  | - 1969 : 6e - 1971 : 8e - 1973 : 5e - 1975 : 5e - 1977 : 5e - 1979 : 4e - 1981 : 3e - 1983 : 5e - 1985 : 4e - 1987 : 5e |  | - 1989 : 4e - 1991 : 7e - 1993 : 3e - 1995 : 7e - 1997 : 8e - 1999 : 7e - 2001 : 12e - 2003 : 4e - 2005 : 8e - 2007 : 6e - 2010 : 5e |